# Hamadryas maina
Hamadryas maina är en fjärilsart som beskrevs av Hans Fruhstorfer. Hamadryas maina ingår i släktet Hamadryas och familjen praktfjärilar. Inga underarter finns listade i Catalogue of Life.